# Anthony Luciani
Anthony Luciani (Maple, 13 maggio 1990) è un hockeista su ghiaccio canadese, milita come attaccante nei Rapaces de Gap, squadra della Ligue Magnus.

## Carriera
Luciani, dopo la trafila nelle giovanili, nel 2011 venne messo sotto contratto dai Florida Panthers, formazione NHL, arrivando anche a sfiorare l'esordio ma giocando sempre in AHL ed ECHL.
Nel 2015 approdò in Europa, al team norvegese dello Sparta Sarpsborg, dove però venne tagliato nel mese di novembre per motivi disciplinari. Venne quindi ingaggiato dall'Asiago Hockey, che lo aveva già cercato nel corso dell'estate, debuttando con la maglia stellata nelle semifinali di Continental Cup 2015/16. Nella stagione successiva ha fatto ritorno in ECHL con gli Idaho Steelheads, ma dalla stagione 2017-2018 ha giocato stabilmente in Europa, dividendosi tra Extraliga slovacca (prima parte della stagione 2017-2018 con l'HK Nitra), DEL2 (seconda parte della stagione 2017-2018 coi Bayreuth Tigers), EBEL/ICE Hockey League (ha vestito a più riprese la maglia dell'Orli Znojmo, ma anche quelle di Dornbirner EC e VSV), Extraliga ceca (HC Kometa Brno) e HockeyAllsvenskan (Södertälje SK).